# Ixcateques
Elss ixcateques són un poble indígena que se situen al nord-oest de l'estat d'Oaxaca, Mèxic. Es concentren principalment en el municipi de Santa María Ixcatlán.
Els ixcateques reben aquest gentilici a causa que resideixen al poble de Santa María Ixcatlán. L'etimologia d'Ixcatlán deriva del nàhuatl ixcatl "cotó" i tlan "lloc de", i significa "Lloc del cotó".